# Iso Kivijärvi (sjö i Ilomants, Norra Karelen, 63,12 N, 31,01 Ö)
Iso Kivijärvi är en sjö i kommunen Ilomants i landskapet Norra Karelen i Finland. Sjön ligger 153,7 meter över havet. Den är 6,2 meter djup. Arean är 67 hektar och strandlinjen är 6,8 kilometer lång. Sjön  ingår i Vuoksens huvudavrinningsområde.   Den ligger omkring 85 kilometer nordöst om Joensuu och omkring 460 kilometer nordöst om Helsingfors. 
Iso Kivijärvi ligger nordväst om Hiisjärvi. 